# Мото Гран-Прі Аргентини
Мо́то Гран-Прі Арегенти́ни (ісп. Gran Premio de Argentina de Motociclismo) — етап змагань Чемпіонату світу із шосейно-кільцевих мотогонок MotoGP. Змагання проводились 10 разів на автодромі імені Хуана й Оскара Альфредо Гальвесів в період з 1961 по 1999 роки. З сезону 2014 року Гран-Прі Арегентини знову повернулося у календар чемпіонату, відбувається на автомотодромі Термас де Ріо Ондо.

## Історія
1961
Завершальним Гран-Прі сезону 1961 стала гонка в Буенос-Айресі. На той момент це був перший етап в 13-річній історії чемпіонату світу MotoGP, що відбувся за межами Європи. Не всі з найкращих гонщиків змогли взяти участь у змаганнях, не в останню чергу завдяки цьому у класі 500сс перемогу здобув аргентинський гонщик Хорхе Кісслінг (єдину у своїй кар'єрі). Це Гран-Прі також часто згадують через події у класі 125сс: лідер чемпіонату Ернст Дегнер не взяв участь у гонці (саме в той час він емігрував зі Східної Німеччини у Японію), а перемогу святкував австралієць Том Філліс, що дозволило йому виграти чемпіонат. Цим він здобув першу перемогу для Honda у класі 125сс.
1962
Змагання знову були проігноровані найкращими гонщиками. В класі 500сс перемогу святкував знову місцевий мешканець, цього разу — Бенедікто Калдарелла. В класі 250сс гонку виграв Артур Вілер у віці 46-и років, ставши найстаршим переможцем етапу Гран-Прі. Його перемога стала останньою з 45-и для виробника Moto Guzzi. Новозеландець Х'ю Андерсон виграв гонки в класах 50сс та 125сс на Suzuki. Ернст Дегнер зайняв друге місце в класі 50cc і здобув титул чемпіона світу — перший в історії для Suzuki.
1963
Чемпіон світу Майк Гейлвуд виступав в Аргентині вперше на мотоциклі MV Agusta і виграв гонку в класі 500сс. Х'ю Андерсон на Suzuki знову виграв гонку в класі 50сс, Джим Редман на Honda переміг в категорії 125сс. В класі 250сс тріумфував Тарквіньйо Провіні, здобувши для Moto Morini останню перемогу у серії Гран-Прі.
1981/82
Після 17-річної перерви гонки MotoGP знову повернулися до Аргентини. Гран-Прі 1981-го року включали змагання в категоріях 125сс, 250сс та 350с, на яких тріумфували Анхель Ньєто, Жан-Франсуа Бальде та Джон Екерольд відповідно. У 1982-му році замість гонок у класі 250сс відбулися змагання в класі 500сс, які виграв Кенні Робертс. Анхель Ньєто здобув для Garelli дебютну перемогу в класі 125сс, Карлос Лавадо виграв гонку в категорії 350сс.
1987
Після перерви, що тривала чотири роки, Аргентина знову була включена як фінальна гонка. Цього разу змагання відбувалися лише у класах 250сс та 500сс, де переможця стали відповідно Сіто Понс та Едді Лоусон.
1994—1995 та 1998—1999
Аргентинський етап у 1990-х відбувався чотири рази. У 1994 році Хорхе Мартінес здобув тут свою останню з 37-ми перемог на етапах; це була також остання перемога в класі 125сс для Yamaha. Мабуть, самою помітною подією в цей період стала гонка в класі 250сс у 1998-му році, коли товариші по команді Лоріс Капіроссі та Тетсуя Харада приїхали до Аргентини на фінальну гонку, розділені всього двома очками у загальному заліку. Доля титулу була вирішена, коли два гонщика зіткнулися в останньому повороті: Харада розбився, а Капіроссі завоював титул. У 1999-му році Еміліо Альзамора зайняв друге місце в гонці у класі 125сс і став чемпіоном світу, не вигравши жодної гонки у сезоні.

## Переможці Гран-Прі Аргентини

### У розрізі сезонів

#### З 2014
| Сезон | Трек     | Moto3             | Moto3    | Moto2               | Moto2    | MotoGP           | MotoGP   | Звіт |
| Сезон | Трек     | Гонщик            | Виробник | Гонщик              | Виробник | Гонщик           | Виробник | Звіт |
| ----- | -------- | ----------------- | -------- | ------------------- | -------- | ---------------- | -------- | ---- |
| 2022  | Ріо Ондо | Серхіо Гарсія     | Gas Gas  | Селестіно В'єтті    | Kalex    | Алеїч Еспаргаро  | Aprilia  | Звіт |
| 2019  | Ріо Ондо | Жауме Масія       | KTM      | Лоренцо Балдассаррі | Kalex    | Марк Маркес      | Honda    | Звіт |
| 2018  | Ріо Ондо | Марко Беззеччі    | KTM      | Маттіа Пасіні       | Kalex    | Кел Кратчлоу     | Yamaha   | Звіт |
| 2017  | Ріо Ондо | Жоан Мір          | KTM      | Франко Морбіделлі   | Kalex    | Маверік Віньялес | Yamaha   | Звіт |
| 2016  | Ріо Ондо | Хайрул Ідхам Паві | Honda    | Йоан Зарко          | Kalex    | Марк Маркес      | Honda    | Звіт |
| 2015  | Ріо Ондо | Данні Кент        | Honda    | Йоан Зарко          | Kalex    | Валентіно Россі  | Yamaha   | Звіт |
| 2014  | Ріо Ондо | Романо Фенаті     | KTM      | Естів Рабат         | Kalex    | Марк Маркес      | Honda    | Звіт |

#### У період 1960-1999
| Сезон | Трек         | 50 cc        | 50 cc    | 125 cc           | 125 cc    | 250 cc             | 250 cc     | 350 cc        | 350 cc        | 500 cc               | 500 cc    |
| Сезон | Трек         | Гонщик       | Виробник | Гонщик           | Виробник  | Гонщик             | Виробник   | Гонщик        | Виробник      | Гонщик               | Виробник  |
| ----- | ------------ | ------------ | -------- | ---------------- | --------- | ------------------ | ---------- | ------------- | ------------- | -------------------- | --------- |
| 1999  | Буенос-Айрес |              |          | Марко Меландрі   | Honda     | Олівьє Жаке        | Yamaha     |               |               | Кенні Робертс, мол.  | Suzuki    |
| 1998  | Буенос-Айрес |              |          | Томомі Манако    | Honda     | Валентіно Россі    | Aprilia    |               |               | Мік Дуейн            | Honda     |
|       |              |              |          |                  |           |                    |            |               |               |                      |           |
| 1995  | Буенос-Айрес |              |          | Еміліо Альзамора | Honda     | Макс Бьяджі        | Aprilia    |               |               | Мік Дуейн            | Honda     |
| 1994  | Буенос-Айрес |              |          | Хорхе Мартінес   | Yamaha    | Тадаюкі Окада      | Honda      |               |               | Мік Дуейн            | Honda     |
|       |              |              |          |                  |           |                    |            |               |               |                      |           |
| 1987  | Буенос-Айрес |              |          |                  |           | Сіто Понс          | Honda      |               |               | Едді Лоусон          | Yamaha    |
|       |              |              |          |                  |           |                    |            |               |               |                      |           |
| 1982  | Буенос-Айрес |              |          | Анхель Ньєто     | Garelli   |                    |            | Карлос Лавадо | Yamaha        | Кенні Робертс        | Yamaha    |
| 1981  | Буенос-Айрес |              |          | Анхель Ньєто     | Minarelli | Жан-Франсуа Бальде | Kawasaki   | Джон Екерольд | Bimota-Yamaha |                      |           |
|       |              |              |          |                  |           |                    |            |               |               |                      |           |
| 1963  | Буенос-Айрес | Х’ю Андерсон | Suzuki   | Джим Редман      | Honda     | Тарквіньйо Провіні | Morini     |               |               | Майк Хейлвуд         | MV Agusta |
| 1962  | Буенос-Айрес | Х’ю Андерсон | Suzuki   | Х’ю Андерсон     | Suzuki    | Артур Вілер        | Moto Guzzi |               |               | Бенедікто Калдарелла | Matchless |
| 1961  | Буенос-Айрес |              |          | Том Філліс       | Honda     | Том Філліс         | Honda      |               |               | Хорхе Кісслінг       | Matchless |
| 1960  | Буенос-Айрес |              |          | Джон Грейс       | Bultaco   | Том Філліс         | Honda      |               |               | Хуан Карлос Салатіно | Gilera    |

Примітка: Рожевим кольором виділені сезони, коли змагання не входили до календаря MotoGP.